# Fontaine d'Ambonnay
La fontaine d'Ambonnay est une construction du XIXe siècle dédiée aux progrès de l'hygiène et située à Ambonnay dans le département français de la Marne.

## Description
La municipalité décide de doter la ville d'une source d'eau publique, elle confie la tâche à l'architecte Tortorat. La fontaine est érigée par souscription en 1854, elle est située à l'angle des rues de Bouzy et de Trépail de forme hexagonale porte en son haut une vasque, elle est protégée par une inscription au titre de monument historique depuis 2003.